# Calamagrostis fulva
Calamagrostis fulva är en gräsart som först beskrevs av August Heinrich Rudolf Grisebach, och fick sitt nu gällande namn av Carl Ernst Otto Kuntze. Calamagrostis fulva ingår i släktet rör, och familjen gräs. Inga underarter finns listade i Catalogue of Life.